# 妊娠多形疹

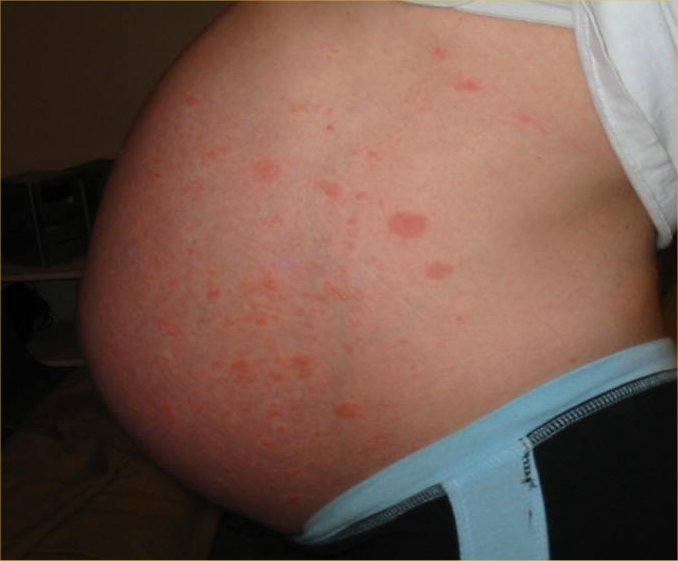
腹部的左側視角

妊娠多形疹（ 英語：Polymorphic eruption of pregnancy，縮寫為 ）又称为妊娠搔癢性蕁麻疹樣丘疹及斑塊（英語：pruritic urticarial papules and plaques of pregnancy，縮寫為 ），是孕期皮膚病妊娠期间最常见的皮肤病 。症状包括非常癢的荨麻疹、小水泡及大面积的紅斑卻又不影響肚脐周围的区域。通常先出现在妊娠纹中，再蔓延至大腿和身體；而臉部、手掌和脚底通常不会影响。常在妊娠后期或分娩后不久發生。
最常發生在初次怀孕、肚子较大及一次多胞胎的孕婦。虽然可能机轉尚不清楚，但可能由皮肤伸展引起。常依症状诊断。一般來說，检驗结果正常，但偶尔会免疫球蛋白E升高。
治疗是用皮質類固醇。通常在皮肤上使用外敷药物，如 0.1%戊酸貝他每松；偶尔也用口服 。也可使用抗組織胺藥，如西替利嗪。產后症状会消失。對母亲和婴儿而言，並無长期风险。且很少再次发生。
每 120 至 300 名孕妇就有 1 名患有妊娠多形疹。双胞胎或三胞胎時，發生率為 3% 至 17%。受影响的患者，怀上男婴機率約為不受影響人的两倍。于 1979 年首次描述這個病。